# کوارنا سوتو
کوارنا سوتو (به ایتالیایی: Quarna Sotto) یک کومونه در ایتالیا است که در استان وربانو-کوزیو-اوسولا واقع شده‌است.

## خصوصیات
کوارنا سوتو ۱۶٫۱ کیلومترمربع مساحت و ۴۳۲ نفر جمعیت دارد و ۸۰۲ متر بالاتر از سطح دریا واقع شده‌است.